# Cléguer
Cléguer (in bretone: Kleger) è un comune francese di 3 381 abitanti situato nel dipartimento del Morbihan nella regione della Bretagna.

## Società

### Evoluzione demografica
Abitanti censiti

## Amministrazione

### Gemellaggi
- Arzano